# Libocedrus
A Libocedrus a fenyőalakúak (Pinales) rendjébe sorolt ciprusfélék családjában a gyantáscédrusformák (Callitroideae) alcsalád egyik nemzetsége.

## Elterjedése
Fajai Új-Zélandon és Új-Kaledóniában élnek. A hagyományos rendszertanok jóval több fajt soroltak ide. Ezek közül a kladisztikai osztályozás a dél-amerikai fajt az ennek érdekében létrehozott Austrocedrus nemzetségbe, az északi féltekén élőket pedig a  ciprusformák (Cupressoideae) alcsaládjának gyantásciprus (Calocedrus) nemzetségébe tette át.

## Fajai
A nemzetséget öt recens és három kihalt fajra bontják:
- Libocedrus austrocaledonica;
- Libocedrus bidwillii;
- Libocedrus chevalieri;
- Libocedrus plumosa;
- Libocedrus yateensis;
- †Libocedrus balfourensis;
- †Libocedrus leaensis;
- †Libocedrus microformis;

## Felhasználása
Fája szívós.